# Weißspitze (Venedigergruppe)

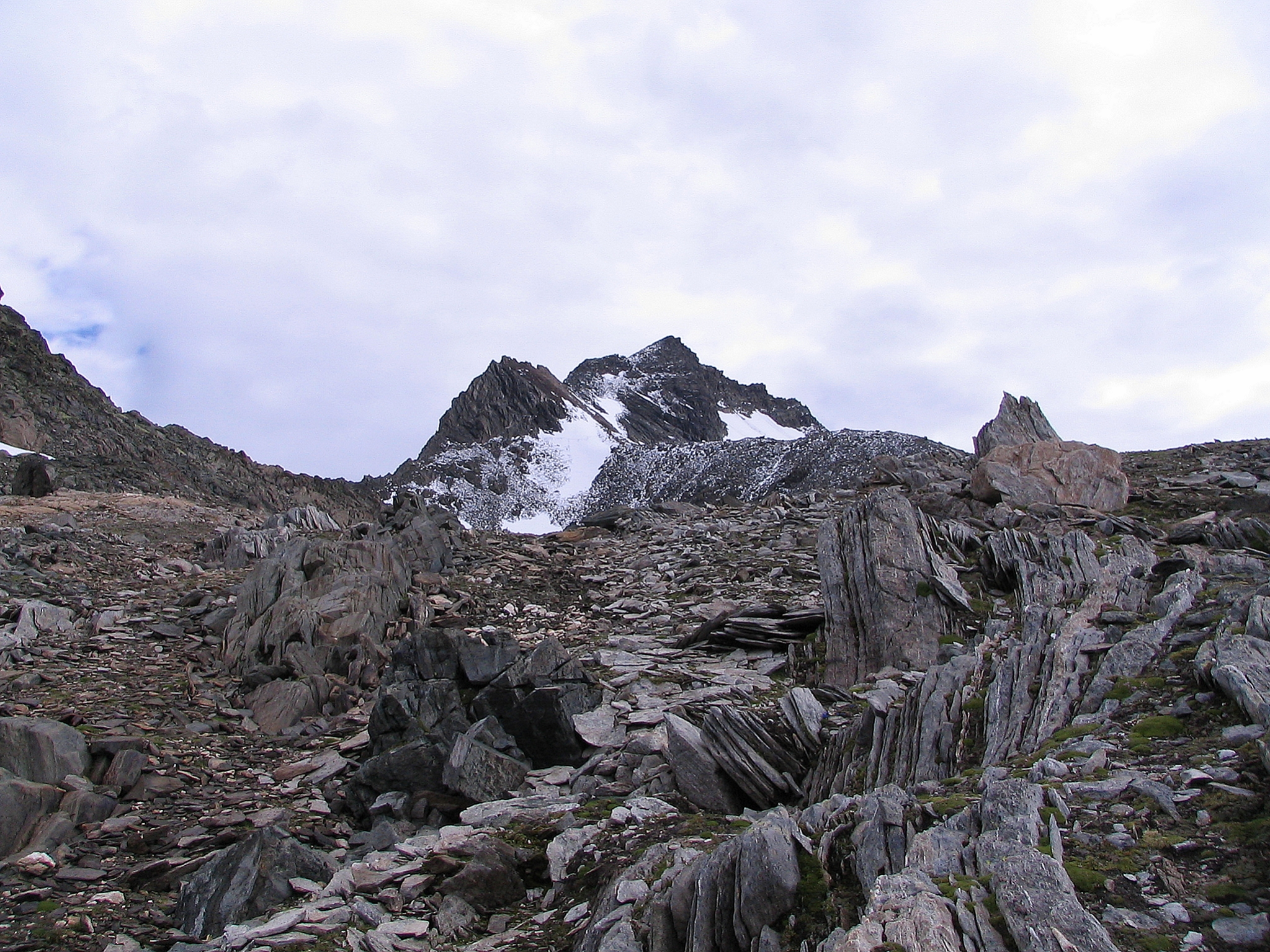
Weißspitze od południowego zachodu

Weißspitze (Weissspitze, Weißspitz) – szczyt w grupie górskiej Venedigergruppe w Wysokich Taurach w Centralnych Alpach Wschodnich o wysokości 3300 m n.p.m. Położony w Tyrolu w Austrii, 5 km w linii prostej na południowy wschód od Großvenediger. Szczyt jest otoczony przez lodowce: Frosnitzkees na północnym wschodzie, Mullwitzkees na północnym zachodzie, Zettalunitzkees na zachodzie, oraz mocno zmniejszający się Garaneberkees na południu. Najłatwiejsza droga na szczyt prowadzi ze schroniska Defreggerhaus (2963 m n.p.m.)(część trasy po lodowcu), oraz schroniska Eisseehütte (2521 m n.p.m.). Na szczycie znajdują się dwa krzyże i książka wejść.